# S-chanf
S-chanf ( ; allemand : Scanfs ; italien : Scanevo) est une commune suisse de la région de Maloja dans le canton des Grisons. La communauté est située à environ 1 660 mètres d'altitude sur le cours supérieur de l'Inn en Haute-Engadine dans le paysage de La Plaiv.
Les localités de la municipalité de S-chanf sont Susauna, Chapella et Cinuos-chel.

## Toponymie
S-chanf est mentionnée pour la première fois vers 1137-39 sous le nom de Scaneves. En 1356, elle est mentionnée comme Scanevo. Le nom romanche S-chanf se prononce [ʃtɕanf]. Le Scanfs allemand était officiel jusqu'en 1943. Chapella est le site d'une chapelle mentionnée en 1209. Susauna est mentionné comme Sauzana en 1285.

## Blason
Blason : cinq épis d'orge dorés (jaunes) en bleu.
Adoption de l'image du sceau de la communauté.

## Géographie

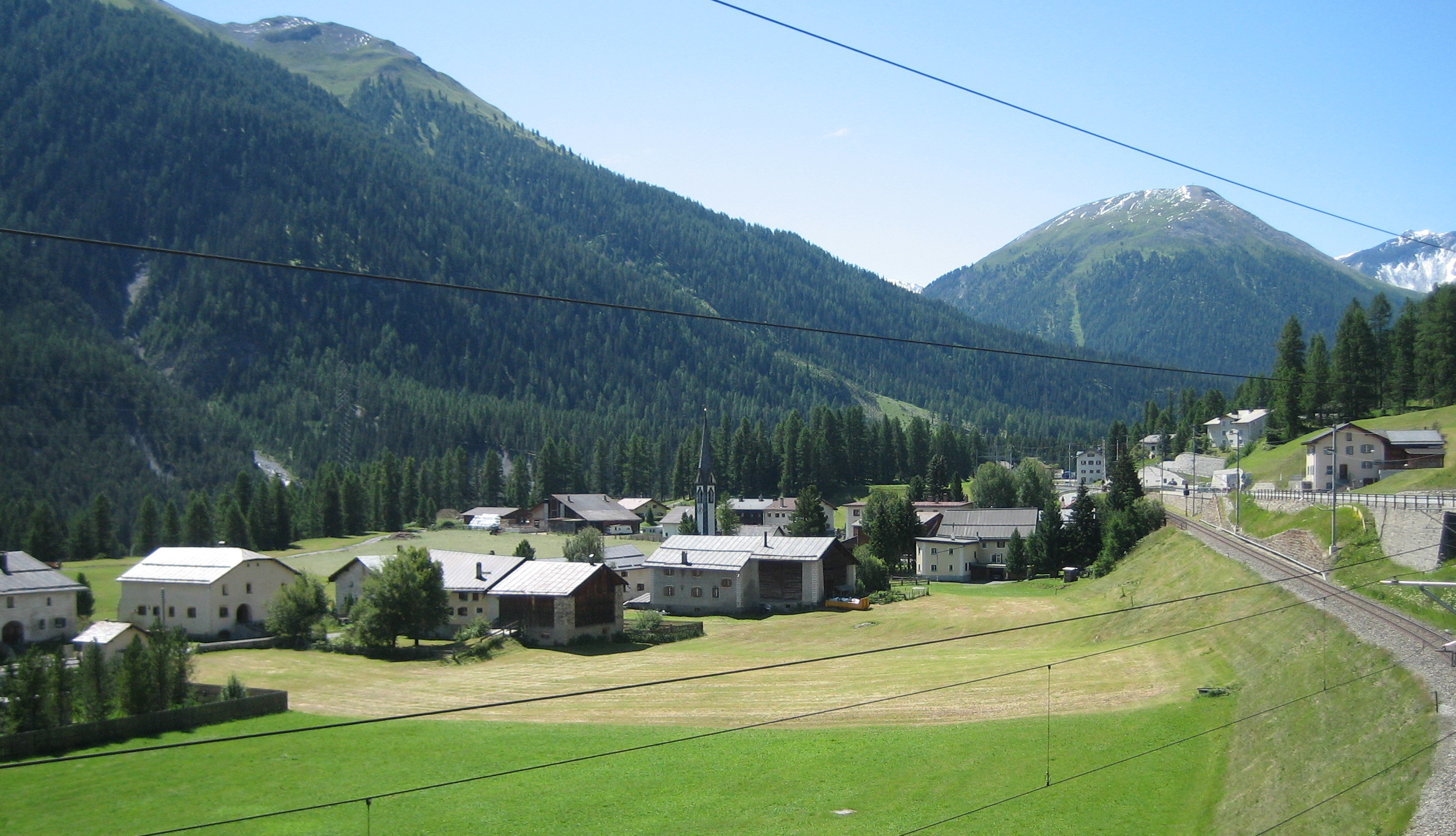
Hameau de Cinuos-chel.

Avant 2017, la commune était située dans le sous-district d'Oberengadin du district de Maloja le long de l'Inn (rivière), à l'embouchure du col de Casanna. Depuis 2017, elle fait partie de la région de Maloja. Elle se compose du village-rue de S-chanf avec les hameaux de Cinuos-chel et Susauna. L'altitude du village est de 1 662 m.
En 2006, S-chanf a une superficie de 138 km2. 23,7 % de cette superficie est utilisé à des fins agricoles, tandis que 18,6 % est boisée, 0,6 % est habitée (bâtiments ou routes) et le reste (57,1 %) est « improductif » (rivières, glaciers ou montagnes) mais rend des services écosystémiques.
Susauna est un hameau sur le territoire de la municipalité de S-chanf, situé sur la route du col de la Scaletta, une route commerciale internationale historique.

## Hydrologie
Une station de mesure située sur l'Inn à S-chanf participe à la Surveillance nationale continue des cours d’eau (NADUF). Les données brutes en temps réel pour l’oxygène, la conductivité électrique et le pH peuvent être consultées sur le site de l’Office fédéral de l'environnement (OFEV). Entre août et décembre 2020, la station a effectué en plus des analyses de charges par chromatographie liquide couplée à une spectrométrie de masse (LC/MS) et agent complexant. Ces analyses poussées visent à évaluer les micropolluants qui n'étaient pas recherchés par les analyses locales de routine. Les résultats sont attendus pour 2021.

## Démographie
En 1850, S-chanf comptait 439 habitants, tous de langue romanche. La population a diminué à 402 en 1900, et a augmenté à nouveau à 460 en 1950. S-chanf a une population (au 31 décembre 2022) de 697 habitants. En 2008, 11,4 % de la population était composée de ressortissants étrangers. Au cours des dix dernières années, la population a augmenté à un taux de 7,5 % par an.
L'évolution de la population est la suivante :
| année | population |
| ----- | ---------- |
| 1781  | 423        |
| 1806  | 450        |
| 1850  | 439        |
| 1900  | 402        |
| 1950  | 460        |
| 2000  | 620        |

## Protection
Le site de Val Trupchun ainsi que les glaciers Vadret Vallorgia et Vadret da Porchabella, dont une partie est sur la commune de Bergün/Bravuogn, sont inscrits au titre de la Liste des zones alluviales d’importance nationale.

## Langues
En 2000, la plupart de la population parle le romanche (51,8 %), l'allemand étant la deuxième langue la plus répandue (37,3 %) et l'italien la troisième (5,6 %). La population parle soit le dialecte romanche de Haute-Engadine, le Haut-engadinois ou puter, soit une variété Bündner de l'allemand alémanique. Environ 68 % de la population peut comprendre le romanche au moins passivement.
Jusqu'au milieu du XIXe siècle, tous les habitants du village parlaient romanche, mais en raison du développement du commerce avec le monde extérieur, son utilisation a commencé à décliner. En 1880, environ 86 % parlaient le romanche comme première langue, 92 % en 1910 et 81 % en 1941. En 1970, le taux était tombé à 65 % et en 2000 à 52 %.

## Tourisme et culture

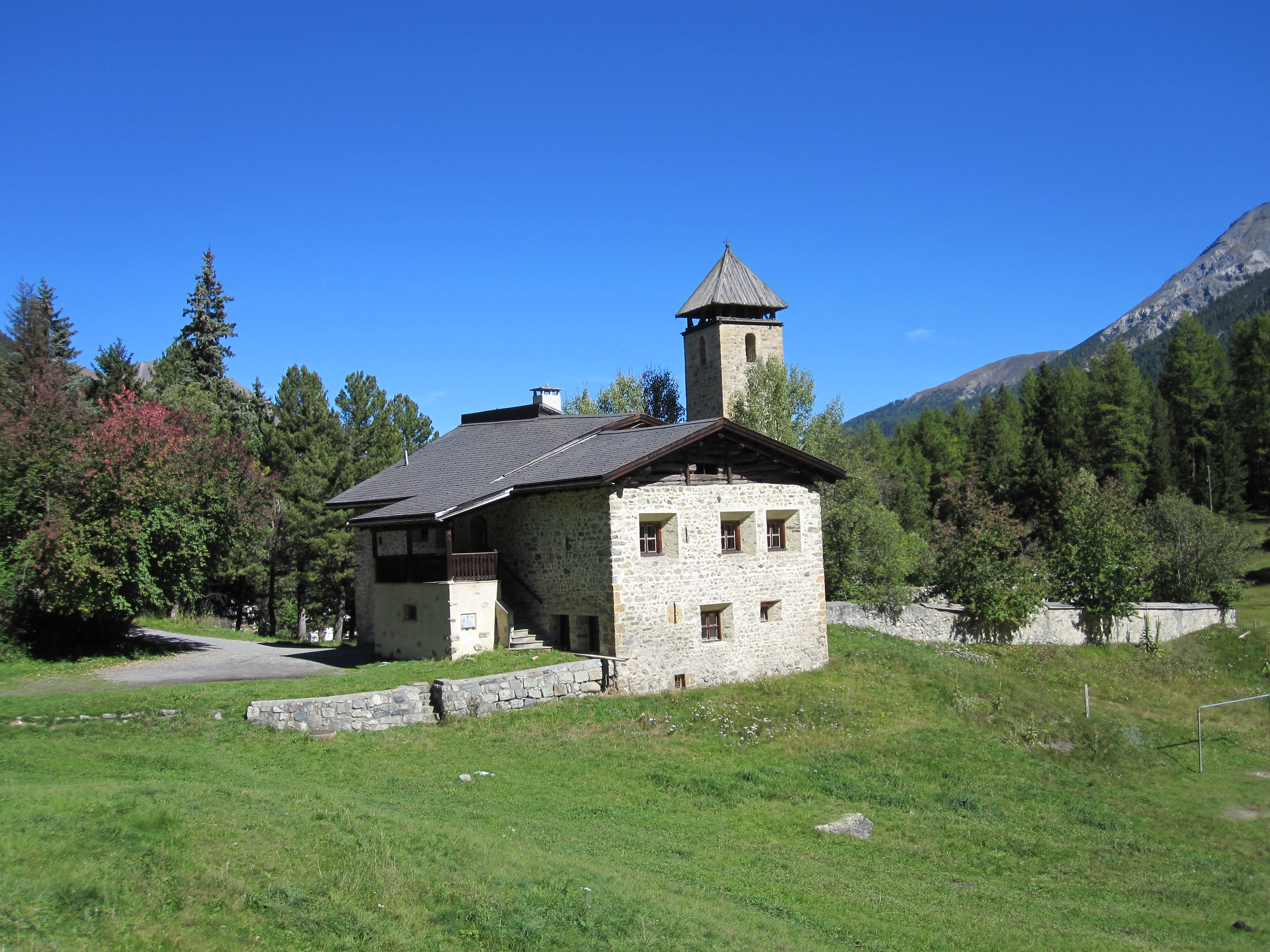
Hospice de La Chapella.

S-chanf est l'une des portes d'entrée piétonnes du parc national suisse : elle se trouve à proximité du confluent du Val Trupchun, une zone piétonne du parc, et de l'Engadine. Dans le parc, il est possible d'apercevoir des marmottes et, haut sur les montagnes, des bouquetins. Elle compte au moins deux hôtels : l'Aurora et le Scaletta.
S-chanf est la destination finale du Marathon de l'Engadine, une course de ski de fond populaire courue sur la distance du marathon qui commence à Maloja.
Les maisons jumelles, la grange Nrs. 216/217 et la maison avec grange au Nr. 107 sont répertoriées à l'Inventaire suisse des biens culturels d'importance nationale et régionale.
S-chanf abrite une base des Forces aériennes suisses qui maintient l'un de ses stands de tir sur cible antiaérien (servant également de zone d'arrivée du Marathon de l'Engadine) dans cette région.
L'hospice de La Chapella date d'environ 1250. Il a été abandonné à la fin du XVIIIe siècle et a rouvert en tant que centre de jeunesse en 1967.
La chapelle de Susauna date de 1696 et eut ses propres pasteurs de 1723 à 1834. Elle a été abandonnée au XXe siècle et n'est plus habitée que lors des transhumances alpines.

## Transports
La commune dispose de deux gares : S-chanf et Cinuos-chel-Brail. Les deux sont situées sur la ligne Bever-Scuol-Tarasp des Chemins de fer rhétiques et desservent régulièrement Saint-Moritz, Landquart, Scuol-Tarasp et Pontresina, passe par S-chanf. Une ligne de bus est exploitée par la compagnie de bus EngadinBus.

## Personnalités
Originaire de la commune, Steivan Brunies, est l'un des fondateurs du Parc national suisse. Pionnier de la protection de la nature, il est aussi à l'origine de la Ligue suisse pour la protection de la nature, actuellement Pronatura.
- Petrus Domenicus Rosius Porta (1734-1806), pasteur réformé à S-chanf  en 1765-1771 et historien de l'église
- Laurent-Théodore Biett (1781-1840), dermatologue à Paris
- Otto Barblan (1860-1943), compositeur, organiste et professeur de musique
- Anton Christoffel (* 7. octobre 1871 à S-chanf ; 4. août 1953 à Zurich ), peintre et graphiste
- Paolo Gir (*3. mai 1918 à S-chanf ; † 7. mai 2013 à Coire ), écrivain, poète, essayiste, publiciste, traducteur, Président de la section de Coire du Pro Grigioni Italiano (1957-1977), Cavaliere della Repubblica Italiana[13],[14],[15]
- Romedi Arquint (* 1943), pasteur réformé, enseignant et homme politique

Photo aérienne prise par Walter Mittelholzer (1925)

- Corsin Siméon (* 1986), snowboarder